# Point critique (mathématiques)
En analyse à plusieurs variables, un point critique d'une fonction de plusieurs variables, à valeurs numériques, est un point d'annulation de son gradient, c'est-à-dire un point {\displaystyle a} tel que {\displaystyle \nabla f(a)=0}.
La valeur prise par la fonction en un point critique s'appelle alors une valeur critique. Les valeurs qui ne sont pas critiques sont appelées valeurs régulières.
Les points critiques servent d'intermédiaire pour la recherche des extrémums d'une telle fonction.
Plus généralement, on peut définir la notion de point critique d'une application différentiable entre deux variétés différentielles ; il s'agit des points où la différentielle n'est pas de rang maximal.

## Points critiques et points d'extrémums d'une fonction numérique

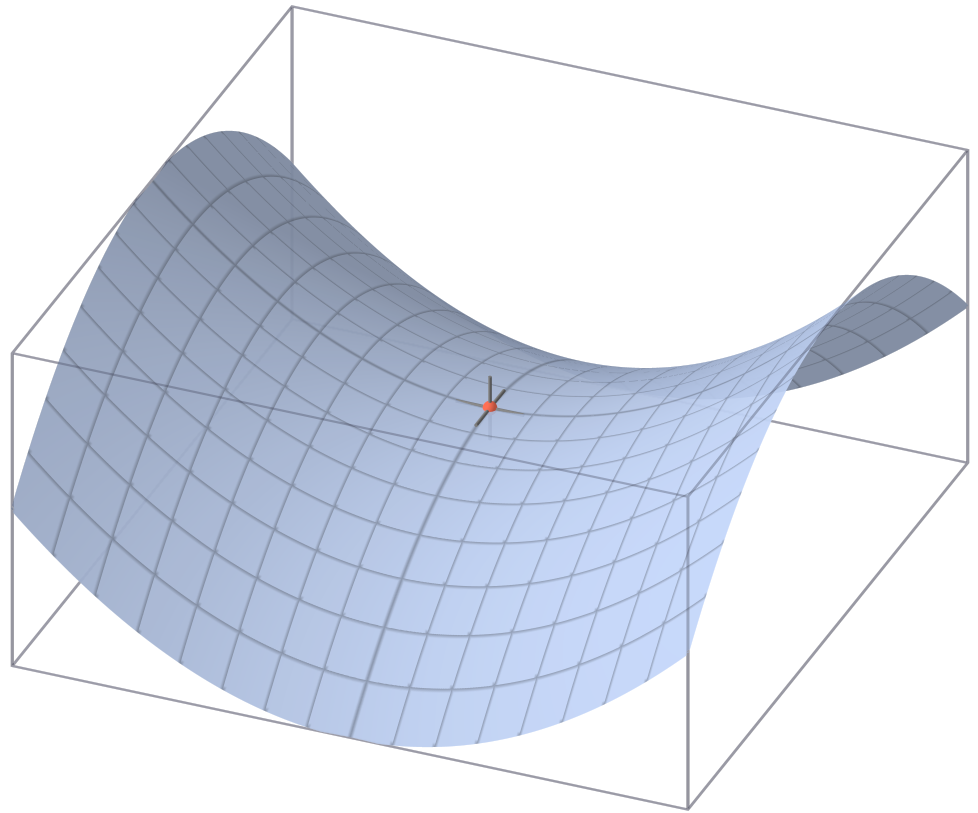
Un point-selle (ou point-col) est un point critique.

Soit {\displaystyle f} une fonction de {\displaystyle n} variables {\displaystyle x_{1},\cdots ,x_{n}}, à valeurs réelles, différentiable sur un ouvert {\displaystyle U}. On dit qu'elle admet un point critique en un point {\displaystyle u} de {\displaystyle U} quand son gradient est nul en ce point.
Notamment, si {\displaystyle u} est un point d'extrémum local de {\displaystyle f} alors c'est un point critique. La réciproque est fausse : une fois qu'on a déterminé les points critiques d'une fonction, il faut examiner leur nature, par exemple en effectuant le calcul de la matrice hessienne de {\displaystyle f}.
Soit la fonction représentée à droite,
{\displaystyle {\begin{array}{rccl}f:&\mathbb {R} ^{2}&\to &\mathbb {R} \\&(x,y)&\mapsto &z=x^{2}-y^{2}\end{array}}}
L'expression de son gradient est :
{\displaystyle \nabla f={\begin{bmatrix}{\frac {\partial f}{\partial x}}\\{\frac {\partial f}{\partial y}}\end{bmatrix}}={\begin{bmatrix}2x\\-2y\end{bmatrix}}}
Il s'annule donc uniquement en {\displaystyle (0;0)}, qui est le seul point critique. Pour déterminer la nature de ce dernier, on peut calculer la matrice hessienne de la fonction :
{\displaystyle H(f)={\begin{bmatrix}{\frac {\partial ^{2}f}{\partial x^{2}}}&{\frac {\partial ^{2}f}{\partial x\partial y}}\\{\frac {\partial ^{2}f}{\partial y\partial x}}&{\frac {\partial ^{2}f}{\partial y^{2}}}\end{bmatrix}}={\begin{bmatrix}2&0\\0&-2\end{bmatrix}}}
Elle a pour valeurs propres 2 et –2. Elle n'est donc ni positive, ni négative : il s'agit d'un point-selle.
On pouvait également constater que pour tout {\displaystyle t\in \mathbb {R} ^{*}} on a {\displaystyle f(0,t)<f(0,0)<f(t,0)} ce qui assure qu'il n'y a ni maximum ni minimum en {\displaystyle (0;0)}.

## Points et valeurs critiques pour une application entre variétés
Soit {\displaystyle f} une application différentiable entre deux variétés {\displaystyle M} et {\displaystyle N}. On dit que {\displaystyle f} présente un point critique au point {\displaystyle m} de {\displaystyle M} si l'application linéaire tangente à {\displaystyle f} en {\displaystyle m} est non surjective (c'est-à-dire {\displaystyle f} n'est pas une submersion).
On appelle valeurs critiques les images des points critiques par {\displaystyle f}. Le théorème de Sard assure que pour une fonction indéfiniment différentiable, l'ensemble des valeurs critiques est de mesure nulle.